# Réserve naturelle nationale de Nohèdes
 (juin 2021).
Si vous disposez d'ouvrages ou d'articles de référence ou si vous connaissez des sites web de qualité traitant du thème abordé ici, merci de compléter l'article en donnant les références utiles à sa vérifiabilité et en les liant à la section « Notes et références ».
 (juin 2021).
La réserve naturelle nationale de Nohèdes (RNN84) est une réserve naturelle nationale située en Occitanie dans les Pyrénées. Classée en 1986, elle occupe une surface de 2 137,23 hectares sur le territoire de la commune homonyme. La réserve naturelle nationale de Nohèdes a été créée pour la biodiversité exceptionnelle qui s'y développe.

## Localisation
Le territoire de la réserve naturelle est en Occitanie dans le département des Pyrénées-Orientales, sur la commune de Nohèdes. D'une superficie de 2 137 ha, il est limitrophe de deux autres réserves naturelles : celles de Jujols et de Conat.

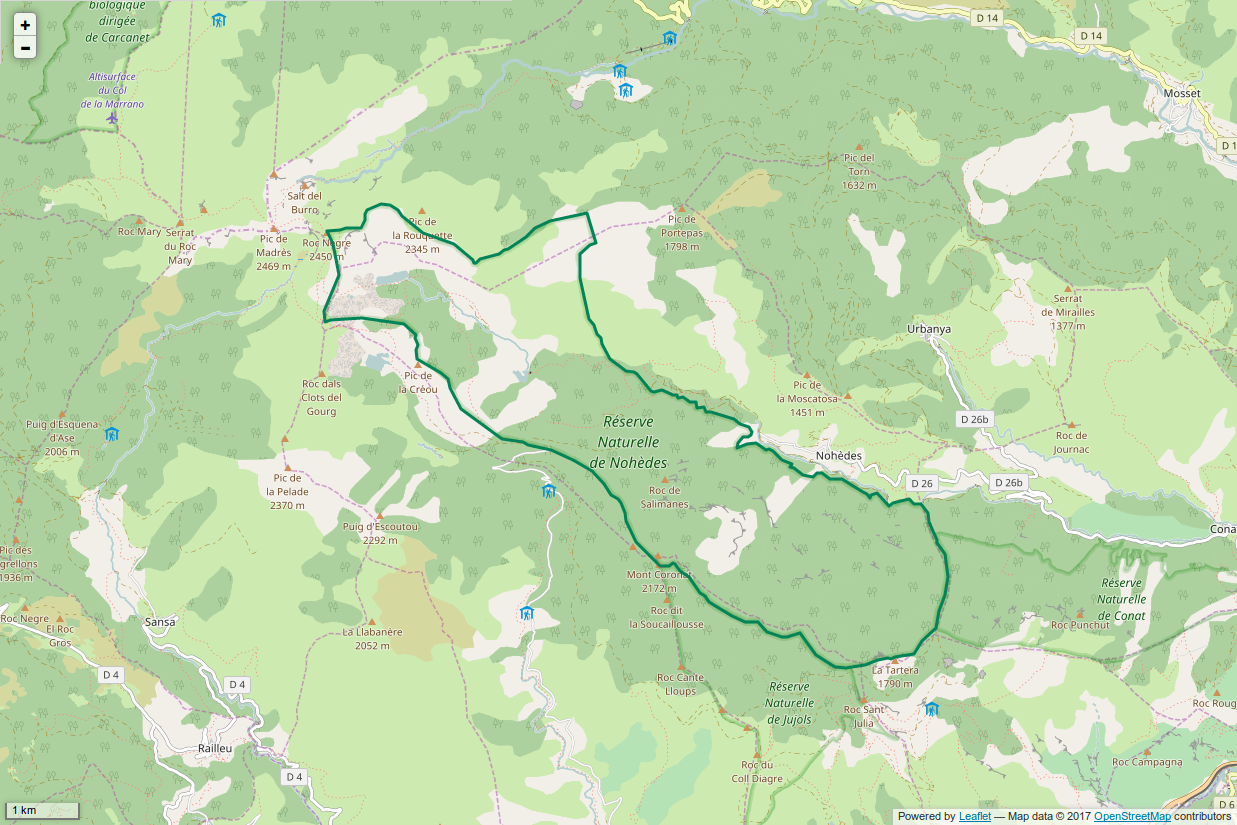
Périmètre de la réserve naturelle.

## Histoire du site et de la réserve
La réserve naturelle de Nohèdes a été créée par l’État en 1986. À la suite de sa création, des habitants se sont rapprochés de la mairie pour en exercer la gestion. Le 21 avril 1987, les statuts de l'Association Gestionnaire de la Réserve Naturelle de Nohèdes (A.G.R.N.N.)  sont reçus en sous préfecture de Prades et sont rendus officiels au Journal Officiel du 13 mai 1987.

## Écologie (biodiversité, intérêt écopaysager…)

### Flore
La diversité floristique de Nohèdes est remarquable : l’inventaire floristique de la réserve naturelle compte aujourd’hui près de 900 taxons ; celui de la commune de Nohèdes compte près de 1200 taxons, soit environ 20 % de la flore de France.
Les espèces patrimoniales sont nombreuses.
- L’Alysson des Pyrénées ou la Corbeille d’argent est une espèce endémique stricte du nord Coronat, qui ne vit que dans la réserve naturelle. La réserve abrite quelques stations où les plantes occupent des fissures dans les falaises calcaires.
- L’Ancolie des Causses (Aquilegia viscosa) est une espèce endémique pyrénéo-cévennole, fréquente sur les corniches des Causses. La sous-espèce hirsutissima est endémique de l’Est des Pyrénées (dont France, Serra de Cadi...), dont la seule localité connue dans le département des Pyrénées- Orientales est celle du versant nord du mont Coronat, où l’on trouve quelques stations jusqu’à 2000 m d’altitude.
- L’Orchis de Spitzel  a été découvert très récemment sur la Réserve Naturelle de Nohèdes, qui constitue la première station des Pyrénées françaises. Cette orchidée pousse ici principalement dans les tapis à Raisin d’ours des forêts claires de Pins à crochets, entre 1700 et 2000 m. Dans les Pyrénées, elle n’est présente que dans quelques stations de la partie orientale (Serra del Cadi, Mont Coronat).
- La Potentille arbustive est une espèce holarctique que l’on trouve dans les montagnes entre 1700 et 2500 m. Elle affectionne les milieux humides ouverts. A échelle locale, ses stations sont peu nombreuses et en font donc une plante vulnérable.

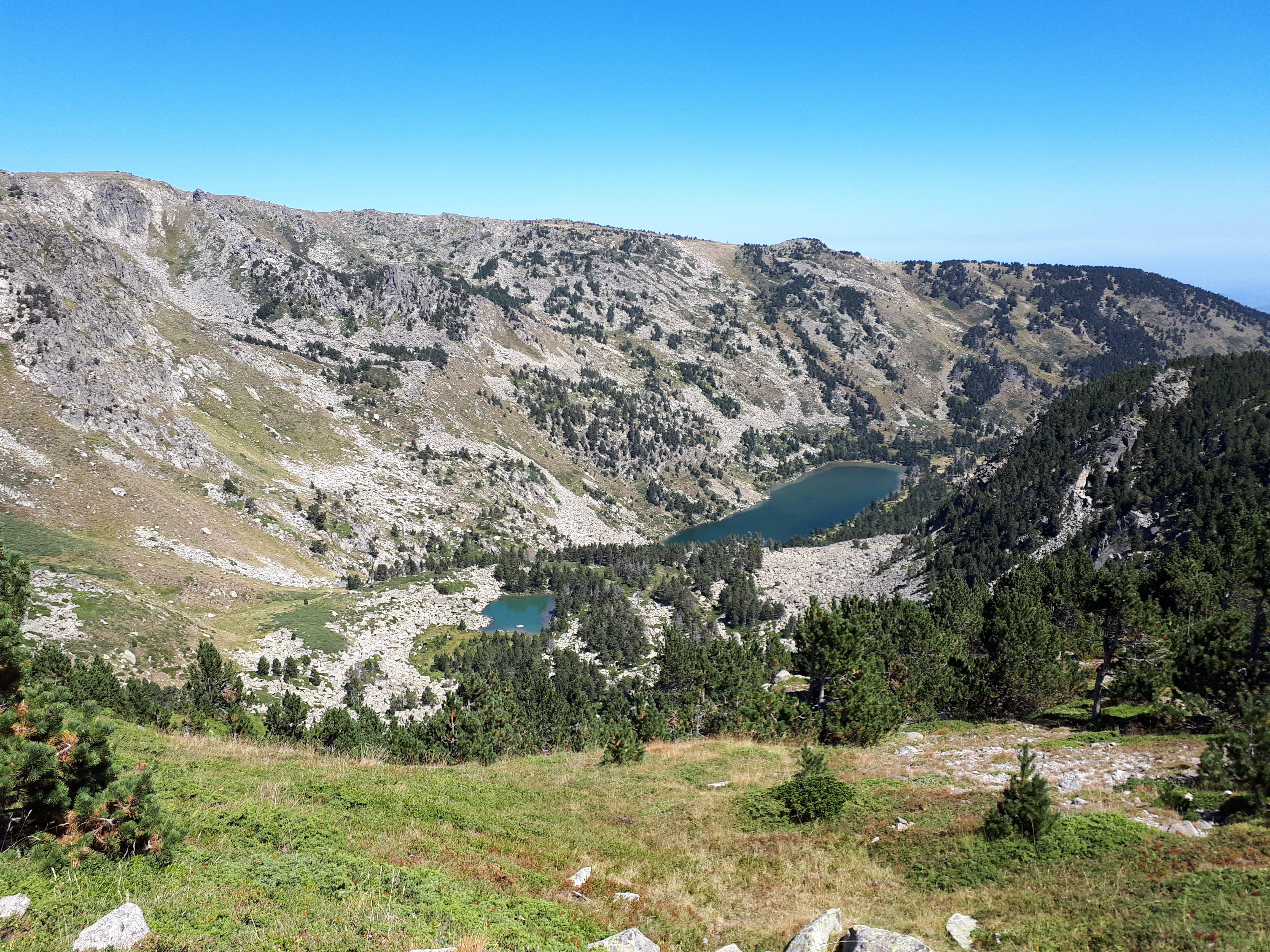
Gorg Blau et Gorg Estelat, Réserve naturelle nationale de Nohèdes.

- Le Saule des Lapons est une plante eurasiatique septentrionale qui atteint dans nos montagnes la limite méridionale de son aire de répartition. En France, elle n’est présente qu’en Auvergne et dans l’Est des Pyrénées. Cet arbuste est inféodé aux zones humides de montagne (marais tourbeux, tourbières, bords de lacs, torrents, sources) jusqu’à plus de 2300 m dans les Pyrénées orientales. Le massif du Madres abrite de belles populations ; sur Nohèdes, on en trouve aux alentours du Gorg Estelat, à la tourbière du Pla del Gorg ainsi que dans de nombreuses zones humides du cirque du Gorg Blau.
- Le Botryche à feuilles de matricaire est une fougère holarctique septentrionale qui atteint ici la limite sud de son aire de répartition. Découvert récemment dans le département, il est présent à Nohèdes sur d’anciennes terrasses de culture aujourd’hui colonisées par les noisetiers.
- Le Rossolis à feuille ronde est une espèce holarctique qui est présente un peu partout en France. Elle est inféodée aux zones tourbeuses acides. Les stations sur Nohèdes sont assez nombreuses entre 1700 et 2000 m d’altitude, mais l’espèce risque de se raréfier avec la disparition progressive des zones humides (assèchement, colonisation par les pins).

### Faune
Les vertébrés de la réserve naturelle sont plutôt bien connus :
- Chauves souris : sur les 19 espèces recensées, sept sont retenues comme présentant un intérêt patrimonial pour la réserve naturelle, dont le Rhinolophe euryale, la Barbastelle, le Petit murin, le Petit et le Grand rhinolophes.
- Autres mammifères : les principales espèces patrimoniales permanentes dans la réserve sont le Desman des Pyrénées, le Chat sylvestre et la Genette. Notons que le Loup, quasi-permanent à Nohèdes entre 1996 et 2000 n’a, depuis, livré qu’un nombre très limité d’indices sur le massif. De rares indices de présence de la Loutre prouve sa fréquentation sporadique de la rivière de Nohèdes.
- Oiseaux : parmi les 117 espèces contactées sur la réserve, 10 présentent un intérêt patrimonial important : l’Aigle royal et le Faucon pèlerin (nicheurs), le Gypaète (nicheur depuis 2014) et le Vautour fauve (occasionnel réguliers), le Circaète jean-le-blanc, le Grand tétras, la Perdrix grise des Pyrénées, le Crave à bec rouge, l’Ortolan et le Tarin des Aulnes.
- Reptiles et amphibiens : pauvre en amphibiens (4 espèces) mais riche en reptiles (11 espèces), la réserve accueille des espèces importantes comme l’Euprocte des Pyrénées, le Lézard vivipare, le Lézard agile et le Psammodrome algire. Le Lézard ocellé fréquente quant à lui les abords de la réserve.

Les invertébrés sont inventoriés avec un effort inégal.
Les groupes les mieux étudiés sont les mollusques, les lépidoptères, les odonates, les orthoptères, les hyménoptères Bombinae et Formicidae, les araignées et opilions et, dans une moindre mesure, les coléoptères.
- Mollusques : Sur les 81 espèces recensées, cinq figurent sur les listes[Lesquelles ?] : Abida secale saxicola (Moquin-Tandon, 1843), Avenionia brevis (Draparnaud, 1805), Bythinella reyniesii (Dupuy, 1851), Bythinella viridis (Poiret, 1801) et Otala punctata (O.F. Müller, 1774).
- Lépidoptères : La faune recensée est très riche, et comprend des espèces patrimoniales comme l’apollon, le semi-apollon, la proserpine, le nacré de la Bistorte, la piéride de l’Æthionème et la très localisée sous-espèce pyrenesdebilis du damier de la Succise.
- Autres invertébrés remarquables : Coenagrion hastulatum (Charpentier, 1825) et Sympetrum danae (Sulzer, 1776) (Odonates), Chorthippus binotatus saulcy (Krauss, 1888) (Orthoptères), Vesperus xatarti Mulsant 1839 (Coléoptère), Bombus gerstaeckeri Morawitz, 1881 (Hyménoptère Bombinae), ou encore le très localisé scorpion aveugle Belisarius xambeui Simon, 1879.

### Paysages
A Nohèdes, les milieux naturels sont très contrastés et diversifiés. Le mont Coronat est abrupt, formé de roches calcaires et couvert de forêts. Le massif du Madres est granitique, il retient des zones humides et des lacs glaciaires, il est couvert de pelouses alpines au-delà de 2 300 mètres d’altitude. La bordure sud est constituée de schiste, dont la végétation est dominée par des landes à genêts et des prairies sèches.
Les forêts occupent près des 2/3 de la surface totale de la réserve naturelle. Les milieux forestiers sont très variés à Nohèdes : on y trouve des forêts méditerranéennes (chênaies pubescentes en mélange avec quelques chênes verts), aux forêts subalpines de pins à crochets, en passant par des érablières, des pinèdes sylvestres, des hêtraies... À la suite de la déprise agro-pastorale et à la forte régression de l’exploitation forestière, les forêts progressent considérablement d’année en année sur ce territoire, regagnant les territoires perdus il y a plusieurs milliers d’années à la suite du développement de la civilisation agro-pastorale. Leur évolution naturelle et leur vieillissement entraînent une augmentation de la biodiversité forestière.
Les milieux dits « ouverts » sont les milieux non arborés : les pelouses, les prairies et les landes. Très présents sur les soulanes, ils occupent 10% de la surface totale de la réserve naturelle, mais sont actuellement en régression. Or, de par leur richesse en espèces, ce sont souvent des milieux à très forte valeur patrimoniale.

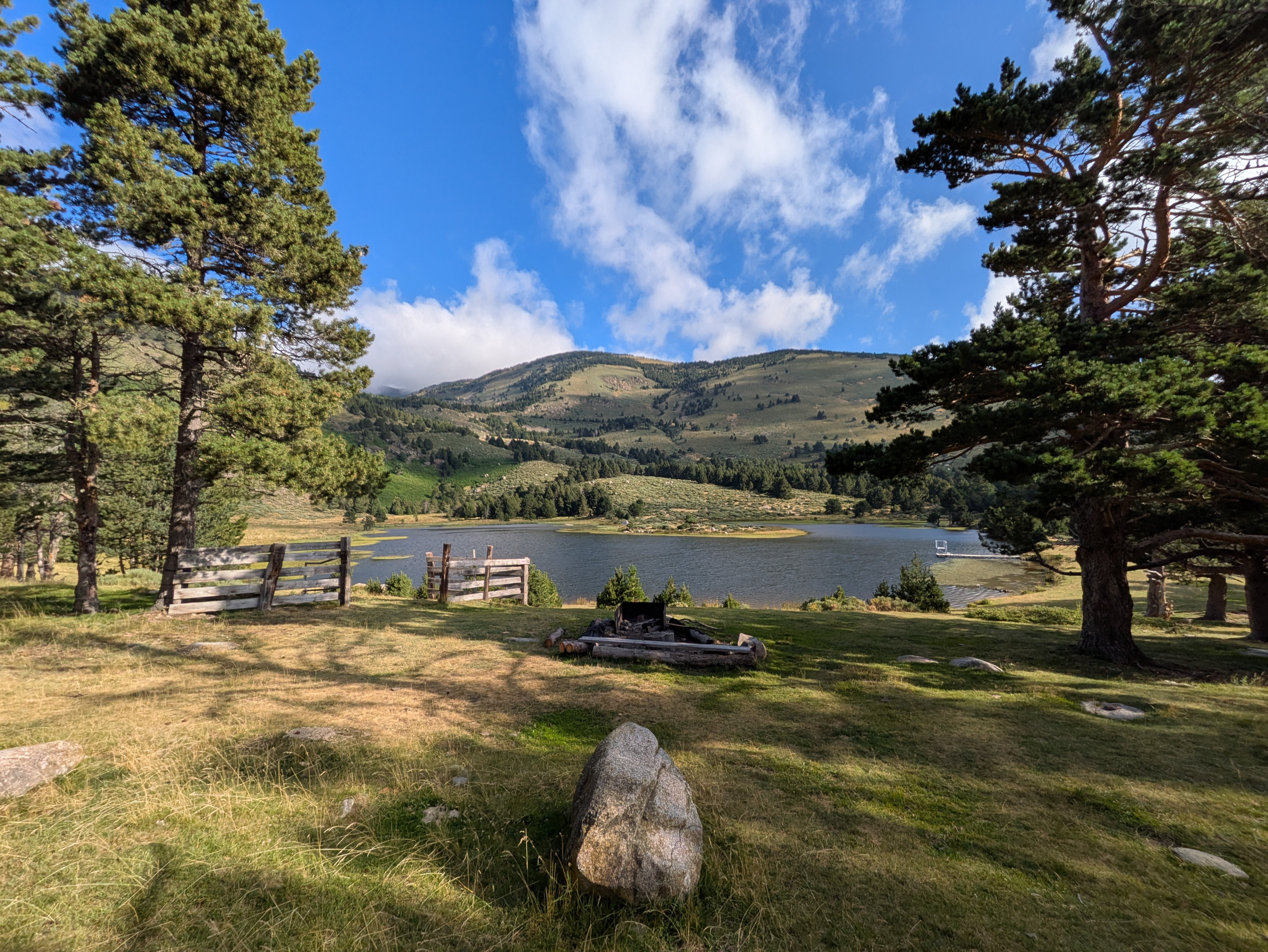
Estany del Clot, altitude 1660 m.

Le réseau hydrologique de Nohèdes est particulièrement complexe. Il y a des lacs, rivières, tourbières, ruisseaux de montagne, réseaux souterrains et sources.
Falaises, barres rocheuses, éboulis et grottes sont omniprésents à Nohèdes : ils représentent près de 10% des milieux naturels de la réserve.

## Activités touristiques et pédagogiques
Les adhérents de l’AGRNN profitent de sorties-nature et autres animations gratuites.

## Administration, plan de gestion, règlement
La réserve naturelle est gérée par Association Gestion RN Nohèdes, Fédération des RN Catalanes.

## La gestion de la réserve naturelle
L’objectif principal de la réserve naturelle étant la conservation de son patrimoine naturel dans le temps, sa gestion s’articule autour des axes suivants :
- Connaître ce patrimoine, grâce à des inventaires, et suivre son évolution dans le temps (comptages, cartes de répartition, etc., renouvelés selon un rythme adapté) ;
- Le protéger en faisant appliquer la réglementation ou en adaptant les pratiques humaines autorisées pour les rendre compatibles avec les objectifs de conservation ;
- Faire découvrir ce patrimoine naturel aux habitants, aux acteurs locaux, aux usagers.

Les actions de gestion sont planifiées dans un document de référence validé par le comité consultatif de la réserve, par le conseil scientifique régional et par le préfet. Le plan de gestion en cours est prévu pour la période 2012-2016.

## La réglementation
- Il est interdit de circuler en véhicule à moteur.
- Il est interdit de faire du feu en dehors des aires aménagées à cet effet.
- Il est interdit d'abandonner des déchets ou des produits polluants.
- Il est interdit de récolter végétaux, animaux, roches et fossiles.
- Il est interdit de camper.
- Le bivouac est autorisé de 20h00 à 8h00.
- Il faut tenir les chiens en laisse.
- Il faut suivre les chemins balisés.

Pour plus de précisions, consulter le décret de création de la réserve naturelle de Nohèdes sur http://www.legifrance.gouv.fr/affichTexte.do?cidTexte=JORFTEXT000000504526&dateTexte=19880302/

### Outils et statut juridique
La réserve naturelle a été créée par un décret du 23 octobre 1986.
La réserve naturelle de Nohèdes a été créée par l'État en 1986 en raison de la biodiversité exceptionnelle qui s'y développe. Pour répondre aux volontés locales, l'État en a confié la gestion à l'Association Gestionnaire de la Réserve Naturelle de Nohèdes (A.G.R.N.N.) créée pour l'occasion en 1987. L'objectif principal de cette dernière est de conserver durablement le patrimoine naturel de ce territoire. Cette association est un organisme de gestion qui permet la mise en œuvre
Les inventaires de la faune et de la flore qu'elle a menés ont permis de préciser quelles sont les espèces patrimoniales qu'il faut protéger prioritairement. L'état des populations de plusieurs de ces espèces est suivi chaque année afin de détecter d'éventuelles anomalies et ainsi, lorsque les moyens le permettent et que c'est pertinent, d'agir sur les causes.
Tout un chacun est susceptible d'adhérer à l'association (qui compte une centaine de membres), de participer à des sorties de découverte généralement gratuites, d'accéder à des documents d'information ou aux études. En outre, l'association bénéficie régulièrement du renfort de bénévoles qui assistent les permanents dans les suivis de la faune et de la flore ou pour l'entretien des sentiers. Une occasion unique pour ces bénévoles de découvrir le travail effectué sur des professionnels de la nature.
Depuis 1991, l'A.G.R.N.N. adhère, ainsi que huit autres gestionnaires de réserves naturelles du département des Pyrénées-Orientales, à la fédération des réserves naturelles catalanes (F.R.N.C.). Cette dernière assure la coordination scientifique, administrative et financière des neuf réserves et elle est aussi l'employeur des équipes mises à disposition.